# De lichtjes van de Schelde
De lichtjes van de Schelde is een Nederlands lied uit 1952 over een zeeman die hoopt op een behouden thuiskomst om zijn vrouw en kinderen te kunnen weerzien. De tekst is van de Nederlander Anton Beuving, de muziek van de Vlaamse zanger-entertainer Bobbejaan Schoepen en de Nederlander Jan Stevens, alias Jaap Streefkerk. 
Het lied is uitgegroeid tot een Vlaamse evergreen en door een groot aantal artiesten gecoverd.

## Oorsprong
De oorspronkelijke versie van De lichtjes van de Schelde dateert uit 1952 in de uitvoering van Bobbejaan Schoepen, die ook de muziek schreef op tekst van de inmiddels overleden Nederlander Anton Beuving. Beuving kwam toen geregeld bij Schoepen op bezoek. Schoepen speelde de melodie terwijl Beuving de tekst las: In nog geen vijf minuten tijd was het liedje klaar. Enkele maanden later ging Schoepen naar de Decca studio’s om het lied daar in te zingen. De lichtjes van de Schelde verscheen in 1952 aanvankelijk als B-kant van Kleine witte wolk aan de hemel.  

## Cover-versies
Het nummer groeide door de jaren heen uit tot een Vlaamse klassieker (hitlijsten bestonden pas vanaf 1955). Het werd in de loop der jaren veelvuldig gecoverd, onder meer door Louis Neefs (1962, deze versie verscheen later nog op acht compilaties), Jean Walter (Duitse versie Lichte am Elbe, ?), De Strangers (in hun ode aan Antwerpen: Antwârpe (1975)), Claire, het Regenboogtrio (1980), en Jacques Raymond (1983).
Daarna bleven in de jaren 80 nieuwe uitvoeringen veelal uit, totdat in 1992 Wannes Van de Velde & Hans De Booij met een vrij klassieke interpretatie de Vlaamse hitlijsten haalden., Jo Vally (1996), Will Tura (1977 en een heruitvoering in 2007), Yasmine (2007, live), DAAN (2010), Katastroof (2011), The Sunsets (2012), Paul de Leeuw (2012, live VTM), Strato-Vani (2014), Dennie Damaro (2014), Jan De Smet & Guido Belcanto (2016), #LikeMe Cast (2019).

## Later
In februari 2005 speelde Bobbejaan Schoepen het lied in Antwerpen op het literaire festival Saint-Amour. 
Op 11 juli 2005 voerde hij De lichtjes van de Schelde uit als finalesong op het Nationale Feest van De Gulden Ontsporing op de Brusselse Grote Markt. In november van hetzelfde jaar werd het nummer genomineerd voor Eregalerij in de categorie voor 1970. De trofee ging toen naar Daydream. Een jaar later werd, op herhaald verzoek van Radio2 en SABAM, De lichtjes van de Schelde alsnog opgenomen in de Eregalerij. Bobbejaan Schoepen kon toen om medische redenen niet aanwezig zijn en werd vervangen door DAAN.
In 2006 werd het lied geselecteerd tijdens het staatsbezoek van de Nederlandse koningin Beatrix aan België voor de Belgische delegatie (Brusselse Grote Markt).
Op 13 februari 2007 kreeg Bobbejaan Schoepen een ZAMU Award "Lifetime Achievement Award" nadat hij het nummer met DAAN in duet had vertolkt. DAAN zelf zong het lied enkele maanden later tot in de finale van Zo is er maar één (VRT), dat op zoek ging naar het mooiste Nederlandstalige lied. Het strandde op de 5e plaats op 65 inzendingen. DAAN bracht het lied ook als bisnummer tijdens The Player-tournee van 2007.
In mei 2008 bracht Bobbejaan Schoepen een nieuwe versie uit op het comeback-album Bobbejaan (PIAS & Bobbejaan Records).
In december 2009 werd een geremasterde versie van de oorspronkelijke opname uit 1952 uitgebracht op de compilatie The World of Bobbejaan - Songbook (Bobbejaan Records).
In zijn geboortestad Boom bracht Schoepen in 2009 tijdens zijn huldiging als eerste ereburger een laatste keer De lichtjes van de Schelde. 
Hij overleed een half jaar nadien.
Sopraan Astrid Stockman zong De lichtjes van de Schelde tijdens de openingsceremonie van de "World Choir Games 2021 Vlaanderen" met het koor Amforo. De muzikale begeleiding werd verzorgd door Casco Phil en dirigent Ben Haemhouts i.s.m. arrangeur Wietse Meys. Volgens de World Choir Games behoort elk weerhouden nummer tot de groep van meest representatieve nummers die ooit in België werden gemaakt en die het veelzijdige karakter van onze muziek briljant weerspiegelen. Het geselecteerde nummer, De lichtjes van de Schelde in dit geval, vormt samen met enkele andere bekende werken, een staalkaart van de Belgische muziek.